# Anthony Rizzo
Anthony Vincent Rizzo (Fort Lauderdale, 8 agosto 1989) è un giocatore di baseball statunitense naturalizzato italiano che gioca nel ruolo di prima base per i New York Yankees della Major League Baseball (MLB).

## Carriera

### Club
Dopo aver frequentato la Marjory Stoneman Douglas High School a Florida, in Florida, è stato scelto al sesto giro del draft MLB del 2009 dai Boston Red Sox. Ha giocato quindi per i Gulf Coast League Red Sox, i Greenville Drive, i Salem Red Sox e i Portland Sea Dogs, squadre affiliate alla franchigia, nelle leghe minori prima di essere ceduto ai San Diego Padres nella trattativa che ha portato a Boston Adrián González.
Dopo un'esperienza a Tucson in triplo A, il 9 giugno 2011 Rizzo ha debuttato in MLB, al Petco Park di San Diego contro i Washington Nationals, in un incontro poi vinto 7-3. Ha chiuso così la prima stagione nella lega con 49 incontri disputati, 18 valide, un fuoricampo e una media battuta di .141.
Nel 2012 si è trasferito ai Chicago Cubs. Ha vinto il premio per il rookie del mese della National League nel luglio 2012 e vanta tre convocazioni consecutive per l'All-Star Game dal 2014 al 2016. Nel 2016 ha contribuito alla prima vittoria delle World Series dei Cubs da 108 anni.
Il 29 luglio 2021, i Cubs scambiarono Rizzo assieme a una somma in denaro con i New York Yankees per i giocatori di minor league Alexander Vizcaíno e Kevin Alcántara.

### Nazionale
La famiglia di Rizzo è originaria della cittadina di Ciminna (PA), in Sicilia e grazie a ciò ha potuto vestire la maglia azzurra al World Baseball Classic del 2013, per un totale di 7 presenze in Nazionale.

## Palmarès

### Club
- World Series: 1

Chicago Cubs: 2016

### Individuale
- MLB All-Star: 3

2014, 2015, 2016
- Guanti d'oro: 4

2016, 2018, 2019, 2020
- Silver Slugger Award: 1

2016
- Fielding Bible Award: 1

2016
- Guanto di platino: 1

2016
- Roberto Clemente Award: 1

2017
- Esordiente del mese della National League: 1

(luglio 2012)
- Giocatore della settimana della National League: 3

(20 luglio 2014, 20 agosto 2017, 26 agosto 2018)